# Rasnicynipidae
Rasnicynipidae zijn een uitgestorven familie uit de orde van de vliesvleugeligen (Hymenoptera).

## Taxonomie
De volgende taxa zijn bij de familie ingedeeld:
- Geslacht  † Rasnicynips Kovalev, 1996
  -  † Rasnicynips eximia (Kovalev, 1994)

## Opmerkingen
De familie wordt ook wel gezien als de onderfamilie Rasnicynipinae binnen de familie Figitidae.